# Daniele Battaglia

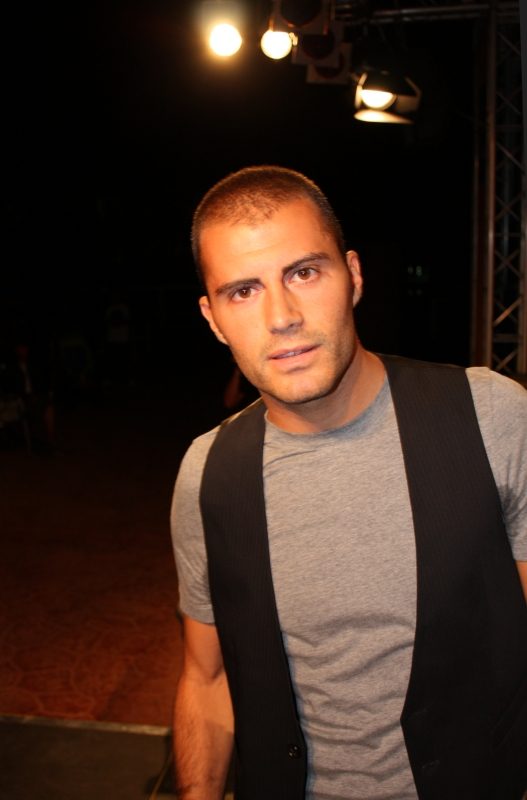
Battaglia 2008

Daniele Battaglia (* 21. Juli 1981 in Bologna) ist ein italienischer Popsänger sowie Radio- und Fernsehmoderator.

## Karriere
Battaglia ist der Sohn des Pooh-Gitarristen Dodi Battaglia. Schon früh begann er, mit seinem Vater als Tontechniker und Songwriter zusammenzuarbeiten. 2002 zog es ihn schließlich ins Radio, ab 2005 arbeitete er für Radio Italia und konnte so erstmals ein großes Publikum erreichen. Er moderierte sowohl Radio- als auch Fernsehsendungen. Als Sänger debütierte Battaglia 2007 mit dem von seinem Vater mitgeschriebenen Lied Vorrei dirti che è facile, einem Duett mit der jungen Sängerin Brenda Cardullo. Eigentlich für die Newcomer-Kategorie des Sanremo-Festivals vorgesehen, wo es nicht in die engere Auswahl gelangte, konnte es nach Veröffentlichung die Chartspitze erreichen. 
Im Sommer 2007 veröffentlichte Battaglia seine zweite Single Fresco, der Tutte ma nessuna und schließlich das Debütalbum Tutto il mare che vorrei folgten. An der Produktion des Albums war sein Vater maßgeblich beteiligt. Beim Sanremo-Festival 2008 schaffte es Battaglia mit dem Lied Voce nel vento in die Newcomer-Kategorie, gelangte jedoch nicht ins Finale. 2009 erschien sein zweites, selbstbetiteltes Album; außerdem setzte er seine Tätigkeit als Moderator bei Radio 105 fort. Im Jahr darauf nahm er an der Realityshow L’isola dei famosi (italienischer Version von Survivor) teil und ging als Sieger hervor. Es folgten eine Reihe von Beteiligungen an Fernsehsendungen, etwa Sfilata d’amore e moda (Rete 4), Speciale X Factor (Rai Gulp) oder Quelli che il calcio (Rai 2). 2011 übernahm er auch eine Moderationsrolle bei L’isola dei famosi.

## Diskografie
Alben

| Jahr | Titel                    | Höchstplatzierung, Gesamtwochen, AuszeichnungChartsChartplatzierungen (Jahr, Titel, Platzierungen, Wochen, Auszeichnungen, Anmerkungen) | Anmerkungen |
| Jahr | Titel                    | IT | Anmerkungen |
| ---- | ------------------------ | --- | ----------- |
| 2007 | Tutto il mare che vorrei | IT47 (1 Wo.)IT |             |

- Daniele Battaglia (2009)

Singles

| Jahr | Titel Album                                        | Höchstplatzierung, Gesamtwochen, AuszeichnungChartsChartplatzierungen (Jahr, Titel, Album, Platzierungen, Wochen, Auszeichnungen, Anmerkungen) | Anmerkungen |
| Jahr | Titel Album                                        | IT | Anmerkungen |
| ---- | -------------------------------------------------- | --- | ----------- |
| 2007 | Vorrei dirti che è facile Tutto il mare che vorrei | IT1 (20 Wo.)IT | mit Brenda  |
| 2007 | Fresco Tutto il mare che vorrei                    | IT4 (16 Wo.)IT |             |

- Tutte ma nessuno (2007)
- Oltre il limite che c’è (2007)
- Voce nel vento (2008)

## Belege
1. ↑  Alben von Daniele Battaglia. In: Italiancharts.com. Hung Medien, abgerufen am 25. Oktober 2018.
2. ↑  Guido Racca & Chartitalia: Top 100 FIMI Singoli. Lulu, 2013, S. 68.

| Personendaten    | Personendaten                                        |
| ---------------- | ---------------------------------------------------- |
| NAME             | Battaglia, Daniele                                   |
| KURZBESCHREIBUNG | italienischer Popsänger, Radio- und Fernsehmoderator |
| GEBURTSDATUM     | 21. Juli 1981                                        |
| GEBURTSORT       | Bologna                                              |